# Tommy Johansson

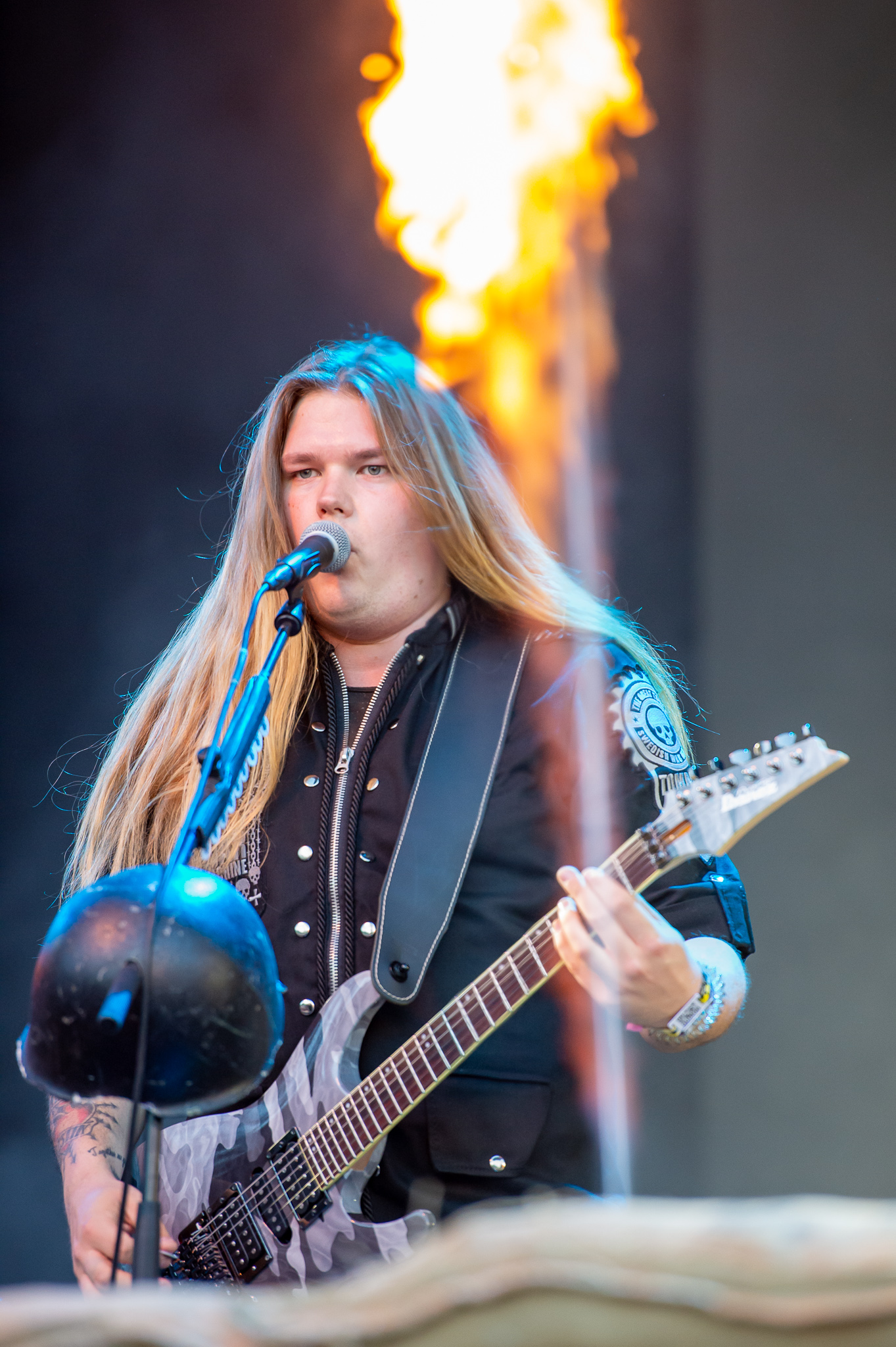
Johansson mit Sabaton (2019)

Tommy Johansson (* 26. Oktober 1987 in Boden, auch bekannt als Tommy ReinXeed) ist ein schwedischer Multiinstrumentalist, Sänger und Musikproduzent. Seinen größten Bekanntheitsgrad erlangte er als ehemaliger Gitarrist der Power-Metal-Band Sabaton. Zudem ist er in den Bands Majestica und Golden Resurrection als Sänger, Gitarrist und Keyboarder aktiv.

## Leben
2000 gründete Johansson gemeinsam mit einigen Musikern die Band ReinXeed, doch nach einigen Demoaufnahmen wandten sich die anderen Mitglieder von der Gruppe ab und Johansson führte die Gruppe unter dem Pseudonym Tommy ReinXeed weiter. Seit dem Jahr 2008 sind insgesamt sechs Studioalben entstanden.
Von 2008 bis 2011 war Johansson Schlagzeuger der Band Arized. 2009 war er Gitarrist und Komponist der Band Heroes of Vallentor, an deren Album Warriors Path, Part 1 aus dem Jahr 2014 er ebenfalls beteiligt war. Hinzu kommen viele weitere Bands. Seit 2011 ist er Schlagzeuger von Charlie Shred. 2016 folgte er Thobbe Englund als Gitarrist von Sabaton nach, bereits 2012 hatte Sänger Joakim Brodén ihn gefragt, ob er für einen der beiden ausgestiegenen Gitarristen einsteigen wolle, doch Johansson hatte damals, aufgrund seiner weiteren Verpflichtungen, abgesagt. Johansson war bereits seit dem Erscheinen von Primo Victoria 2005 Sabatonfan und sah die Gruppe auf dem Sweden Rock Festival. 2010 begegnete er Joakim Brodén auf einer Party, auf der sie beide im alkoholisierten Zustand Lieder aus Disney-Filmen auf dem Klavier spielten. Das 2017 aufgenommene und 2018 veröffentlichte Manowar-Cover Kingdom Come ist Johanssons erste veröffentlichte Aufnahme mit Sabaton.
2017 war Johansson Livesänger für Twilight Force.
Am 20. Januar 2024 gab Sabaton bekannt, dass Johansson die Band verlassen habe, um sich eigenen Projekten zu widmen, erklärte aber auch Johansson würde noch solange Teil der Band bleiben bis eine Nachfolge gefunden sei.
Johansson veröffentlicht auf seinem YouTube-Kanal seit 2022 regelmäßig (Power)-Metal-Cover von populären Liedern diverser Genres. Einige davon konnten Abrufzahlen im Millionenbereich erzielen.

## Tätigkeit neben Gitarre und Gesang

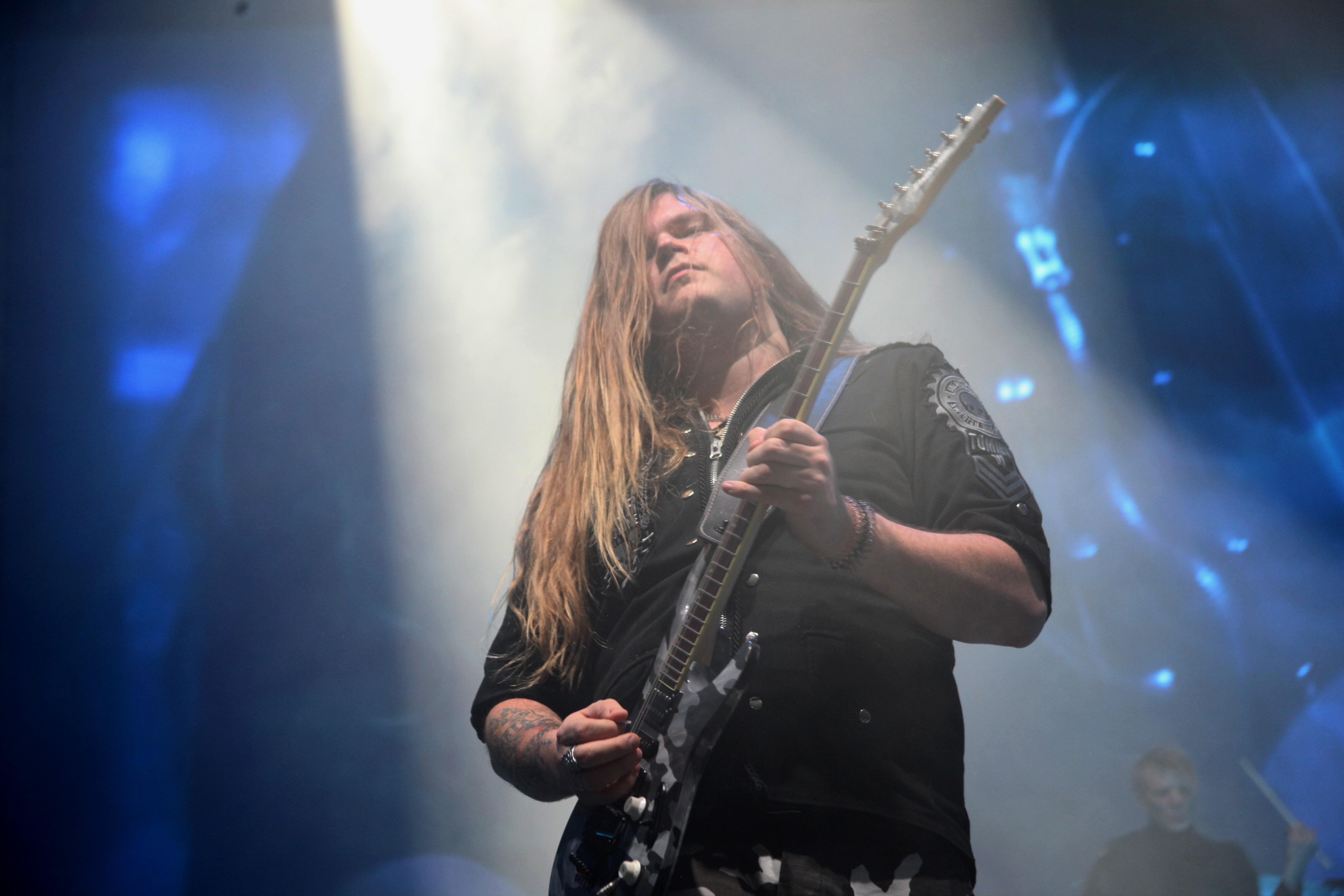
Johansson mit Sabaton (2020)

Zwischenzeitlich produzierte Johansson unter seinem Pseudonym und war als Abmischer und Textdichter aktiv. Hauptsächlich spielt er Gitarre und Keyboard. Zusätzlich beherrscht er E-Bass und Schlagzeug. Mit Thobbe Englund, Chris Rörland und Hannes Van Dahl spielt er seit 2017 in der Band The Last Heroes.

## Diskografie (Auswahl)

### Mit Sabaton
- 2019: The Great War
- 2022: The War to End All Wars

### Als Tommy J
- 2023: The Most Epic Christmas
- 2024: The Most Epic Christmas, Pt. 2

### Mit PelleK
- 2010: My Demons [EP] (Gesang)
- 2012: Bag of Tricks (Produktion, Gitarren, Bass, Keyboards, Orchestrierung, Schlagzeug, Hintergrundgesang)

### Sonstige
- 2009: Heroes of Vallentor: The Path to Victory [Demo] (Aufnahme des Schlagzeugs, Abmischung, Mastering)
- 2009: Heel: Chaos and Greed (Hintergrundgesang)
- 2010: Royal Jester: Night Is Young (Text für das dritte Lied des Albums)
- 2011: Charlie Shred: Charlie Shred (Schlagzeug)
- 2012: Kreator: Phantom Antichrist (Chorgesang)
- 2014: Azoria: Seasons Change (Gesang in den ersten beiden Liedern)
- 2014: Morning Dwell: Morning Dwell (Tontechnik)
- 2014: Lancer: Lancer (Tontechnik, Aufnahme, Keyboards in den Liedern 3 und 4)
- 2014: Heroes of Vallentor: Warriors Path, Part 1 (Aufnahme der Leadgitarren)
- 2014: Exilion: Red Stained Snow (Produktion, Abmischung)
- 2015: Etheral Dawn: The Moonlight of Gloom (Produktion, Abmischung, Bass, Hintergrundgesang)
- 2015: Veonity: Gladiator’s Tale (Gesang im siebten Lied)
- 2016: Moravius: Hope in Us (Gesang in Don’t Waste Your Time)
- 2016: Hypersonic: Existentia (zusätzlicher Gesang, Gitarren im fünften Lied)
- 2017: Aldaria: Land of Light (Gesang im sechsten Lied)

## Trivia
Eigenen Angaben zufolge besitzt Johansson eine der größten Ninja Turtles Sammlungen Schwedens.